# Bruno Telushi
Bruno Telushi (Valona, 14 novembre 1990) è un calciatore albanese, centrocampista del Flamurtari Valona.

## Carriera

### Club
Cresciuto nelle giovanili del Flamurtari Valona, si trasferisce in Italia alla Virtus Entella con la quale vince il Campionato Nazionale Juniores nel 2010 – segnando l'unica rete della finale – e colleziona 14 presenze in Serie D con la prima squadra, distribuite su due stagioni.
Con il Flamurtari Valona debutta nella massima serie albanese nel 2011. Il 1º luglio 2017 viene acquistato a titolo definitivo dalla squadra croata dello Slaven Belupo.

### Nazionale
Il 4 novembre 2012 riceve la sua prima convocazione dalla nazionale maggiore per la partita amichevole contro il Camerun del 14 novembre 2012.

## Statistiche

### Presenze e reti nei club
Statistiche aggiornate al 12 dicembre 2021.
| Stagione                 | Squadra                  | Campionato               | Campionato | Campionato | Coppe nazionali | Coppe nazionali | Coppe nazionali | Coppe continentali | Coppe continentali | Coppe continentali | Altre coppe | Altre coppe | Altre coppe | Totale | Totale |
| Stagione                 | Squadra                  | Comp                     | Pres       | Reti       | Comp            | Pres            | Reti            | Comp               | Pres               | Reti               | Comp        | Pres        | Reti        | Pres   | Reti   |
| ------------------------ | ------------------------ | ------------------------ | ---------- | ---------- | --------------- | --------------- | --------------- | ------------------ | ------------------ | ------------------ | ----------- | ----------- | ----------- | ------ | ------ |
| 2008-2009                | Virtus Entella           | D                        | 6          | 0          | CI-D            | 0               | 0               | -                  | -                  | -                  | -           | -           | -           | 6      | 0      |
| 2009-2010                | Virtus Entella           | D                        | 8          | 0          | CI-D            | 0               | 0               | -                  | -                  | -                  | -           | -           | -           | 8      | 0      |
| Totale Virtus Entella    | Totale Virtus Entella    | Totale Virtus Entella    | 14         | 0          |                 | -               | -               |                    |                    |                    |             |             |             | 14     | 0      |
| 2011-2012                | Flamurtari Valona        | KS                       | 19         | 1          | CA              | 13              | 0               | UEL                | 0                  | 0                  | -           | -           | -           | 32     | 1      |
| 2012-2013                | Flamurtari Valona        | KS                       | 23         | 0          | CA              | 8               | 0               | UEL                | 2                  | 0                  | -           | -           | -           | 33     | 0      |
| 2013-2014                | Flamurtari Valona        | KS                       | 21         | 3          | CA              | 4               | 1               | -                  | -                  | -                  | -           | -           | -           | 25     | 4      |
| 2014-2015                | Flamurtari Valona        | KS                       | 31         | 4          | CA              | 3               | 0               | UEL                | 4                  | 0                  | SA          | 1           | 0           | 39     | 4      |
| 2015-2016                | Flamurtari Valona        | KS                       | 28         | 6          | CA              | 6               | 1               | -                  | -                  | -                  | -           | -           | -           | 34     | 7      |
| 2016-2017                | Flamurtari Valona        | KS                       | 32         | 4          | CA              | 5               | 3               | -                  | -                  | -                  | -           | -           | -           | 37     | 7      |
| Totale Flamurtari Valona | Totale Flamurtari Valona | Totale Flamurtari Valona | 154        | 18         |                 | 39              | 5               |                    | 6                  | 0                  |             | 1           | 0           | 200    | 23     |
| 2017-gen. 2018           | Slaven Belupo            | 1. HNL                   | 8          | 0          | CC              | 1               | 0               | -                  | -                  | -                  | -           | -           | -           | 9      | 0      |
| gen.-giu. 2018           | Partizani Tirana         | KS                       | 10         | 0          | CA              | 1               | 0               | UEL                | -                  | -                  | -           | -           | -           | 11     | 0      |
| 2018-2019                | Partizani Tirana         | KS                       | 26         | 7          | CA              | 1               | 1               | UEL                | 2                  | 0                  | -           | -           | -           | 29     | 8      |
| 2019-2020                | Partizani Tirana         | KS                       | 33         | 5          | CA              | 3               | 4               | UCL+UEL            | 2+2                | 0                  | SA          | 1           | 0           | 41     | 9      |
| Totale Partizani Tirana  | Totale Partizani Tirana  | Totale Partizani Tirana  | 69         | 12         |                 | 5               | 5               |                    | 6                  | 0                  |             | 1           | 0           | 81     | 17     |
| ago.-set. 2020           | Kukësi                   | KS                       | 0          | 0          | CA              | 0               | 0               | UEL                | 2                  | 0                  | -           | -           | -           | 2      | 0      |
| 2020-2021                | Neftçi Baku              | PL                       | 9          | 0          | CA              | 0               | 0               | UEL                | -                  | -                  | -           | -           | -           | 9      | 0      |
| 2021-2022                | Egnatia                  | KS                       | 11         | 2          | CA              | 4               | 0               | -                  | -                  | -                  | -           | -           | -           | 15     | 2      |
| Totale carriera          | Totale carriera          | Totale carriera          | 265        | 32         |                 | 49              | 10              |                    | 14                 | 0                  |             | 2           | 0           | 316    | 42     |

## Palmarès

### Club

#### Competizioni giovanili
- Campionato Juniores Nazionali: 1

Virtus Entella: 2009-2010

#### Competizioni nazionali
- Coppa d'Albania: 1

Flamurtari Valona: 2013-2014
- Campionato albanese: 1

Partizani Tirana: 2018-2019
- Supercoppa d'Albania: 1

Partizani Tirana: 2019
- Campionato azero: 1

Neftçi Baku: 2020-2021
- Kategoria e Parë: 1

Elbasani: 2023-2024